# WestEnd City Center
WestEnd City Center est l'un des plus grands centres commerciaux de Budapest, situé dans le 6e arrondissement. 
Situé le long de Váci út derrière la gare de Budapest-Nyugati, il est desservi au sud par la station Nyugati pályaudvar :    4 6  26 91 109 206 291 et au nord par la station Lehel tér :    14  76.